# Vésicant

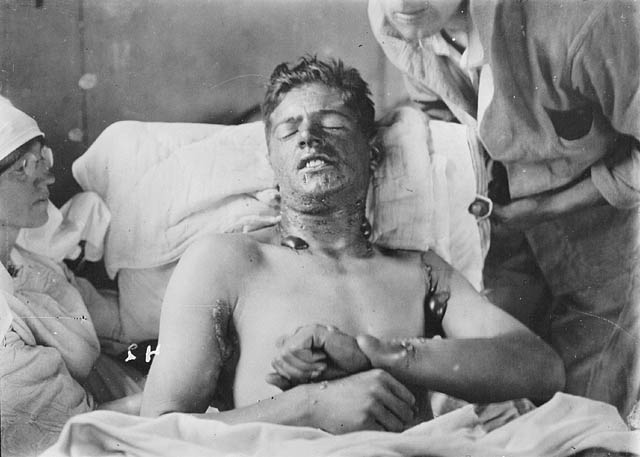
Soldat canadien souffrant de brûlures et de cloques causées par l'exposition à l'agent vésicant le plus efficace de la Première Guerre mondiale, le gaz moutarde (vers 1917-1918).

Un produit chimique vésicant a la propriété d'irriter gravement la peau, les yeux et les muqueuses en particulier les voies respiratoires de manière irréversible.
C'est la propriété de certaines armes chimiques, comme le gaz moutarde, largement utilisé pendant la Première Guerre mondiale. On retrouve également les lewisites, encore plus agressives, et les oximes de phosgène (aussi appelé simplement CX) qui ont la particularité de blanchir la peau et de ne se manifester qu'au bout d'un certain temps : ainsi l'exposition est plus longue et les effets plus graves encore.

## Vésicatoire
Le produit vésicant se distingue du vésicatoire, médicament topique contenant une substance irritante (par exemple, la cantharidine) appliqué sur la peau pour créer une ampoule et attirer les "mauvais fluides" hors du corps.